# Youngia serawschanica
Youngia serawschanica là một loài thực vật có hoa trong họ Cúc. Loài này được (B.Fedtsch.) Babc. & Stebbins miêu tả khoa học đầu tiên năm 1943.